# NForce 600
nForce 600 es una serie de chipsets de placas base desarrollado por Nvidia, se lanzó en la primera quincena de noviembre de 2006, coincidiendo con el lanzamiento de la serie GeForce 8 el 8 de noviembre de 2006. nForce 600 es compatible con el zócalo LGA 775 de Intel y la plataforma Quad FX de AMD y reemplaza a la serie nForce 500.

## Chipsets AMD

### nForce 680a SLI
Diseñado especialmente para la plataforma AMD Quad FX propuesta por AMD, brindando un total de dos CPU y configuración de múltiples tarjetas gráficas (SLI) trabajando en un solo chipset.
- Zócalo F dual dual-core de AMD
- Segmento entusiasta de múltiples GPU
- Compatibilidad con HyperTransport 2.0
- 2 puentes norte como procesador de medios y comunicaciones (MCP) igual al de nForce 570 SLI MCP,[1] cada uno proporciona un carril PCI-E x16 y uno x8 y un total de 28 carriles PCI-E
- Total de 4 ranuras PCI-E x16
  - Dos de las ranuras x16 reciben ancho de banda de carriles x8 PCI-E
- Compatibilidad con ranuras PCI-E adicionales (ranuras PCI-E x8/x4/x1)
- Soporte de un total de 56 carriles PCI-E
- Ranura(s) PCI
- Admite hasta 4 módulos DIMM DDR2 no registrados
- Soporte para memoria EPP
- Admite hasta 12 discos duros SATA
- Admite configuraciones RAID:
  - RAID 1
  - RAID 0+1
  - RAID 5
  - JBOD
- 4 puertos Gigabit Ethernet integrados
- Tecnología NVIDIA FirstPacket
- Admite hasta 20 puertos USB 2.0
- Precio estimado US$200 o más

### nForce 630a
- Procesadores Socket 939/Socket AM2/Socket AM3
- Segmento IGP convencional
- Northbridge MCP61P, IGP renombrado como GeForce 7050[2]
- Conexión sDVO para salida HDMI opcional
- DVI, salidas de salida de TV
- 1 ranura PCI Express x16
- Ranuras PCIe x1 y PCI adicionales
- Audio de alta definición (audio Azalia)
- 10 puertos USB 2.0
- 4 puertos SATA 3.0 Gbit/s con RAID
- Gigabit Ethernet

## Chipsets Intel

### nForce 680i SLI
Los procesadores de plataforma de sistema (SPP) y los procesadores de comunicaciones de medios (MCP) NVIDIA nForce 680i SLI son la placa base de primera línea para los usuarios de Intel en la serie nForce 600.
- Compatibilidad con CPU de cuatro núcleos y bus frontal de 1333 MHz
- Compatibilidad con memoria SLI-Ready de 1200 MHz con EPP
- Compatibilidad con hasta 46 carriles PCI Express (PCIe)
- Compatibilidad con hasta 10 puertos USB 2.0
- Compatibilidad con 6 unidades SATA de 3 Gbit/s y 2 unidades PATA, que se pueden vincular en cualquier combinación de SATA y PATA para formar un RAID 0, 1, 5 o 0+1
- NVIDIA nTune, una herramienta para configuraciones sencillas de overclocking y temporización
- Audio HDA (Azalia)
- Doble Gigabit Ethernet integrado
- NVIDIA FirstPacket y DualNet

### nForce 680i LT SLI
- Compatibilidad con CPU de cuatro núcleos y bus frontal de 1333 MHz
- Compatibilidad con memoria SLI-Ready de 800 MHz con EPP
- Compatibilidad con hasta 46 carriles PCI Express (PCIe)
- Compatibilidad con hasta 10 puertos USB 2.0
- Compatibilidad con 6 unidades SATA de 3 Gbit/s y 2 unidades PATA, que se pueden vincular en cualquier combinación de SATA y PATA para formar un RAID 0, 1, 5 o 0+1
- NVIDIA nTune, una herramienta para configuraciones sencillas de overclocking y temporización
- Audio HDA (Azalia)
- Gigabit Ethernet integrado único
- NVIDIA FirstPacket y DualNet

### nForce 650i SLI
- Intel LGA 775
- Segmento de doble GPU de rendimiento/convencional
- Precio estimado US$150 o menos

### nForce 650i Ultra
- Intel LGA 775
- Segmento de rendimiento/convencional de una sola GPU
- Precio estimado US$150 o menos

### nForce 630i
- Intel LGA 775
- IPG[3]
- Memoria SDRAM DDR2 de un solo canal
- Salidas de video: HDMI, DVI con HDCP y D-Sub
- Segmento IGP de valor
- Sin vídeo puro

## nForce 680i SLI hotfix
NVIDIA ha publicado una corrección denominada NV121906 a finales de diciembre de 2006 para las placas base 680i SLI. Este hotfix se publicó porque los usuarios informaron problemas de desconexión o error de escritura con unidades de disco Serial ATA en sus placas base nForce 680i. Es una actualización específica para unidades de disco SATA e inestabilidad del sistema. La inestabilidad del sistema se observa de las siguientes maneras (no es una lista completa):
- Cierre aleatorio de aplicaciones
- Unidad de arranque dañada
- BSOD (Pantalla azul de la muerte)
- datos corruptos

Para abordarlos, se lanzaron actualizaciones de BIOS para algunas placas base basadas en NVIDIA nForce 680i SLI que eliminan esos síntomas. Las placas base afectadas incluyen:
- EVGA nForce 680i SLI
- BFG nForce 680i SLI[5]
- Biostar TF680i SLI Deluxe
- ECS PN2-SLI2+

Se supone que esta actualización mejora la estabilidad del sistema y evita futuros problemas de estabilidad relacionados con las unidades de disco SATA en aquellos sistemas que requieren esta revisión. NVIDIA ha recomendado encarecidamente que todos los clientes actualicen sus placas base a la revisión de BIOS más reciente disponible que sus placas base basadas en nForce 680i puedan admitir, independientemente de si han experimentado o no los problemas. Además, NVIDIA ha declarado que esta actualización conservará la configuración actual de la computadora del usuario.